# Schlingknöterich

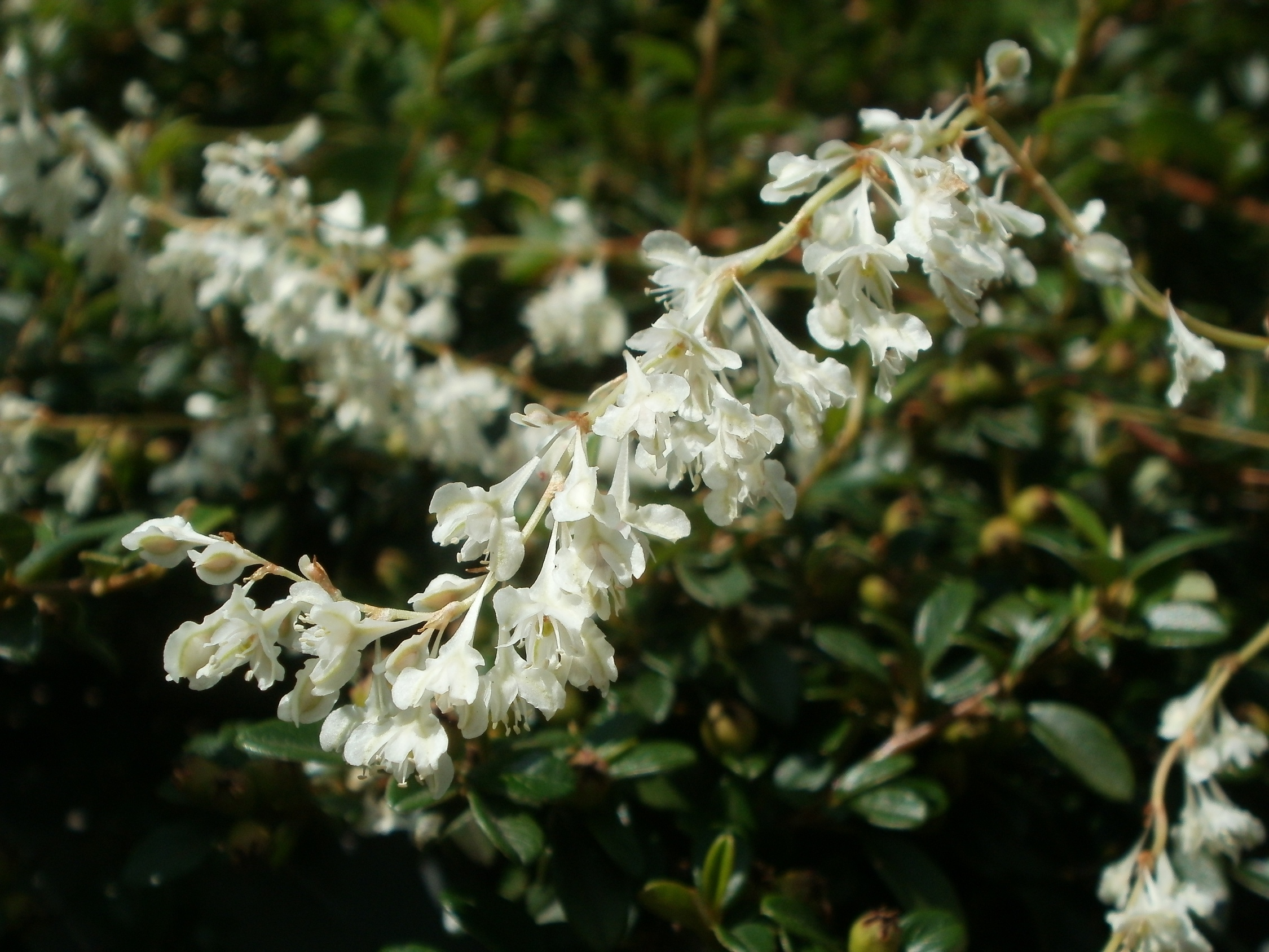
Blütenstand

Der Schlingknöterich (Fallopia baldschuanica) ist eine Pflanzenart aus der Familie der Knöterichgewächse.

## Beschreibung
Fallopia baldschuanica ist eine verholzende, windende und winterharte, laubabwerfende Kletterpflanze und wächst einige Meter weit oder hoch. Die Sprossachsen sind kahl. Sie hat bis zu 2 Meter tiefe Wurzeln.
Die gestielten Laubblätter sind wechselständig an einer Ochrea. Sie sind bis 10 Zentimeter lang, kahl, oft wellig und herz- bis ei- oder pfeilförmig, stumpf bis spitz oder zugespitzt und ganzrandig bis unregelmäßig gezähnt oder gekerbt.
Es werden end- oder achselständige Blütenstände mit kleinen Blütengruppen an einer „Ochrea“ gebildet. Zur Blütezeit (Juni bis Oktober) wird eine Vielzahl grünlich-weißer, später weißrosa bis gelblicher Blüten gebildet. Die kleinen, zwittrigen Blüten mit einfacher Blütenhülle sind kurz gestielt. 3 größere der 5 Tepalen sind geflügelt und die Blütenhülle ist stielartig herablaufend. Die bis zu 8 Staubblätter besitzen abgeflachte, an der Basis behaarte Staubfäden. Der kantige Fruchtknoten ist oberständig mit minimalen, verwachsenen Griffeln mit schildförmigen, kugeligen Narben.
Es werden kleine Achänen im geflügelten (Valven), verkehrt-eiförmigen Perianth gebildet.

## Chromosomenzahl
Die Chromosomenzahl beträgt 2n = 20.

## Verwendung

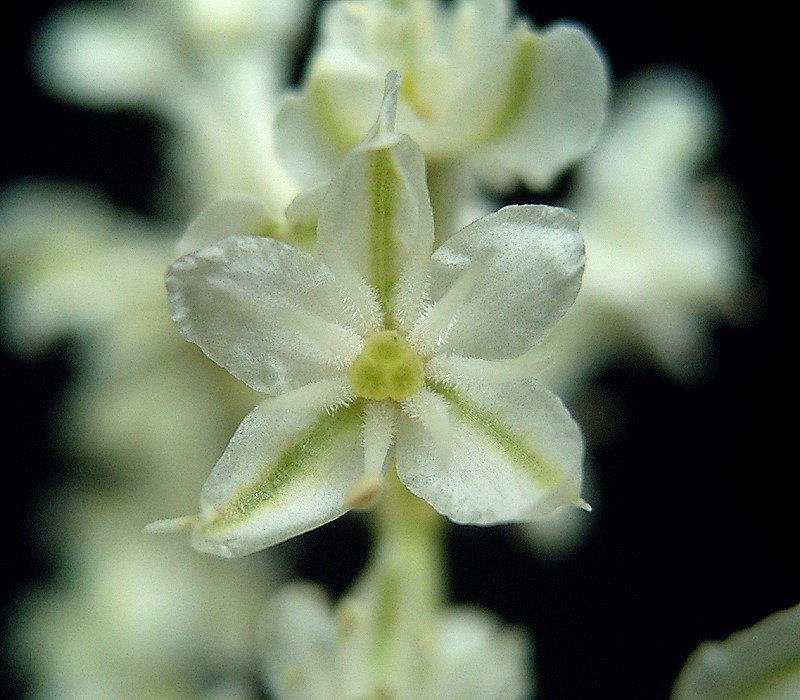
Einzelne Blüte

Der „hopfisch“ windende Schlingknöterich kann mit Kletterhilfen, z. B. als Fassadenbegrünung, auch nördlich ausgerichtet, 9 bis 15 Meter hoch wachsen. Er braucht ausreichend große Kletterflächen und kann größere Fassaden schnell zugrünen. Deswegen wird er auch Architektentrost genannt. Bei Imkern ist der Schlingknöterich als sehr gute Bienenweide mit langem Blühzeitraum zu einer Zeit, in der das Nahrungsangebot für Insekten nachlässt, beliebt.

## Nachteile
Der Schlingknöterich kann in der Vegetationsperiode bis zu 30 cm täglich wachsen. So breitet er sich oft unkontrolliert auf benachbarte Gebäude oder Pflanzen aus, von wo er nur schwer wieder zu entfernen ist. Er verdrängt leicht andere schwächer wachsende Kletterpflanzen. Der kräftige Stamm kann Bäume, Dachrinnen etc. umschlingen und schädigen. Zur Kontrolle könnte die Pflanze daher im Februar/März ähnlich Wein „auf den Stock“ zurückgeschnitten werden. Ein mehrmaliger Schnitt im Jahresverlauf kann allerdings leicht zum plötzlichen Ableben der Pflanze führen. Aus der Wurzel treibt sie in der Regel nicht neu aus.

## Verbreitung
Der Schlingknöterich war ursprünglich in Tadschikistan verbreitet, nach anderen Autoren auch in China, Afghanistan und Pakistan. Er ist auf den Britischen Inseln, in Spanien, Mitteleuropa (hauptsächlich in Österreich) und Rumänien, aber auch in Nordamerika, Costa Rica und in Neuseeland ein Neophyt.

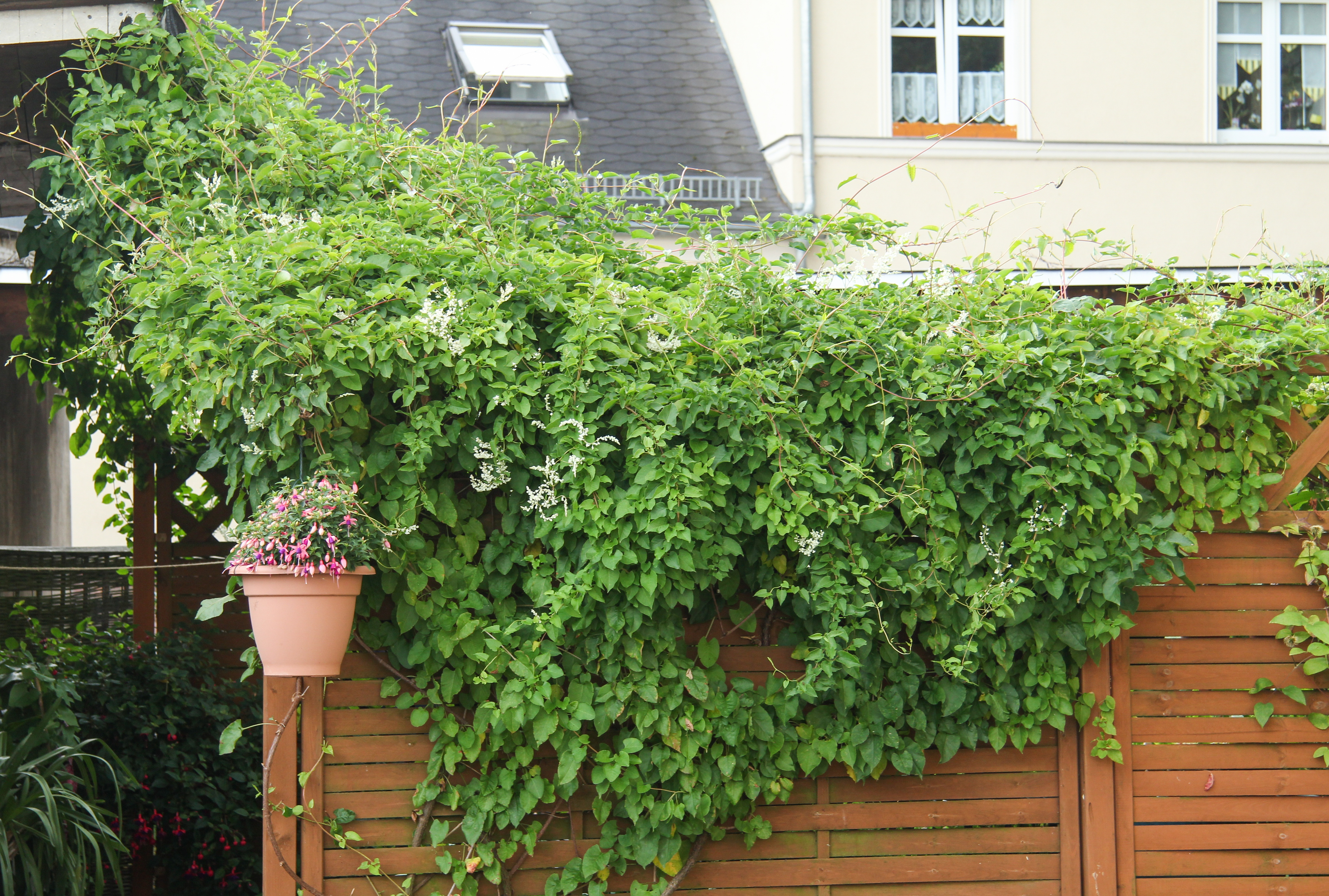
Schlingknöterich (Fallopia baldschuanica)

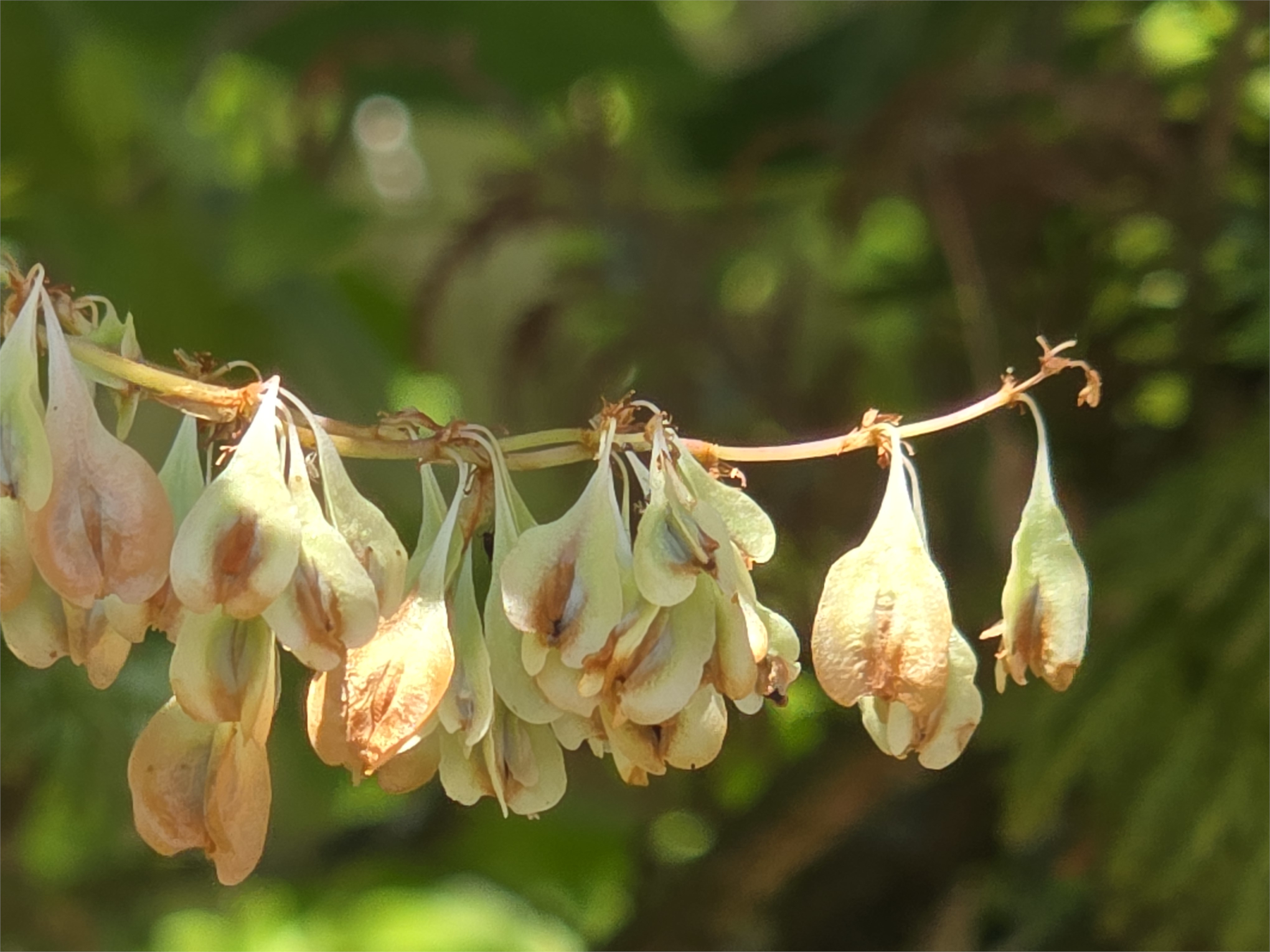
Fruchtstand

## Taxonomie
Erstbeschreiber ist Eduard August von Regel, der die Pflanze 1883 im heutigen Tadschikistan gesammelt hatte und ihr 1884 den Namen Polygonum baldschuanicum gab. Im Jahr 1899 sandte angeblich der französische Missionar Georges Eleosippe Aubert dem Botaniker Louis Henry Früchte zu, die dieser erfolgreich aussäte. Henry beschrieb die Pflanze 1907 unter dem Namen Polygonum aubertii, nach dem Missionar Aubert. Sowohl Polygonum baldschuanicum als auch Polygonum aubertii wurden später zu Bilderdykia und schließlich 1971 durch Josef Holub zu Fallopia gestellt. Holub wies nach, dass beide Namen dieselbe Art bezeichnen und dass der gültige Name – nach der Prioritätsregel – Fallopia baldschuanica (Regel) Holub sein muss. Synonyme sind: Polygonum baldschuanicum Regel, Polygonum aubertii L. Henry, Fallopia aubertii (L. Henry) Holub, Bilderdykia baldschuanica (Regel) D.A. Webb, Bilderdykia aubertii (L. Henry) Moldenke.